# 便利人生
《便利人生》，為2014年1月19日（週日21點首播）緯來電視網自製的電視電影，由Darren、連靜雯、陳霆、素珠主演。

## 播出時間

### 首播
| 頻道       | 所在地 | 開播日期      | 播放時間   |
| ---------- | ------ | ------------- | ---------- |
| 緯來電影台 | 臺灣   | 2014年1月19日 | 週日21：00 |

### 重播
| 頻道       | 所在地 | 開播日期      | 播放時間   |
| ---------- | ------ | ------------- | ---------- |
| 緯來電影台 | 臺灣   | 2014年4月29日 | 周三07：35 |

## 故事大綱
一聲槍響，讓全年無休的便利商店降下了鐵門，一樁挾持人質的搶案發生，警方發動大批人馬包圍便利商店，搶匪卻連自己要什麼都搞不清楚...。 不尋常的搶匪，讓警方進退兩難，唯一的線索是目擊民眾PO上網的影片中，中年男子阿彬舉槍，及一個砸爛在店門外的布丁...。 
隨著槍匪阿彬身份確認，被挾持的人質也一一曝光，店裡，人質與阿彬互瞪，誰也不敢輕舉妄動，直到浩國為了保護麗雯試圖奪槍開始，一場肢體衝突，牽扯出五人的人生交會;只想買布丁給女兒的阿彬、偷竊叛逆的欣欣、還有準備離婚的浩國與麗雯、及身上帶著一把槍的紅毛，五段遭遇瓶頸的人生將因為這樁沒有目的的搶案而出現轉機...。 
僵持不下的對峙，讓資深警官王有豪失去耐心，習慣武力攻堅結束案件的他，卻偏偏配上了一個兩光菜鳥員警，讓他屢次大發雷霆，卻無法成功攻堅，最後只好請來阿彬的前妻及女兒進行溫馨喊話...。 
當生命面臨關卡，我們才試著說出真心話，警方攻堅之前，阿彬在前妻的話中回想起自己的人生，曾經幸福美滿的家庭、何以招致破碎？如果真的回到過去，日子還會依然美好？
一樁烏龍搶案，讓阿彬明白前妻的關愛，女兒的用心，他重新反省人生，決定勇敢認錯，而其他人質也在事件中各自化解了生命中難解的結，當阿彬終於放下槍，在欣欣幫助下，決定盡父親責任達成女兒的唯一心願時，紅毛終於說出自己帶著槍的原因。這場烏龍搶案剛落，另一場危機卻又起，阿彬、欣欣、浩國、麗雯，必須阻止紅毛成為真正的搶匪，因為生命永遠有重新選擇的可能...而事件的最後，阿彬達成女兒小真的心願，也向前妻重新許下嶄新人生的承諾...。
一場意外的搶案，五段偶然交錯的人生，在便利商店中激盪出生命中被遺忘的美好，當眼前一片黑暗，當生命失去希望，別忘記，身邊永遠有人會陪伴你換個角度重新做出選擇...。

## 演員列表

### 主要演員
| 演員   | 角色   | 介紹                                       |
| Darren | 林文彬 | 惠如前夫，小真之父。                       |
| 連靜雯 | 徐麗雯 | 律師，林浩國前妻，在便利商店因化解而和好。 |
| 陳霆   | 林浩國 | 徐麗雯前夫，在便利商店因化解而和好。       |
| 高盟傑 | 紅 毛  | 女友懷孕，而女友吵著拿掉孩子。             |
| 何蓓蓓 | 王欣欣 | 王有豪女兒，偷林文彬的錢包。               |
| 素珠   | 阿彬嬤 | 林文彬阿嬤，小真阿祖。                     |
| 何依霈 | 惠 如  | 林文彬前妻，小真之母。                     |
| 謝欣諭 | 小 真  | 阿彬和惠茹之女。                           |
| 聶秉賢 | 王有豪 | 警官，欣欣之父，與欣欣不和。               |

### 其他演員
| 演員   | 角色 | 介紹           |
| 吳芮甄 | 女警 |                |
| 邱逸峰 | 店員 | 便利商店店員。 |

### 特別演出
| 演員   | 角色 | 介紹                                 |
| 苗可麗 | 路人 | 在便利商店外圍觀民眾，提供影片給警方 |
| 顏嘉樂 |      |                                      |
| 歐得洋 |      |                                      |
| 張書偉 |      | 紅毛小弟                             |
| 唐豐   |      | 紅毛小弟                             |

## 電視劇歌曲
| 曲別   | 歌名 | 演唱者 | 作詞 | 作曲 |
| 片頭曲 |      |        |      |      |
| 片尾曲 |      |        |      |      |

## 製作團隊
- 出品公司：緯來電視網股份有限公司
- 總策劃：林嘉莉
- 監　製：辛建忠
- 製作公司：爾傑國際娛樂事業股份有限公司
- 製作人：蘇瑞煌
- 導　演：邱晧洲
- 編　劇：邱晧洲、楊宛儒

## 作品的變遷
| 緯來電影台 週日21:00 ～23:15 | 緯來電影台 週日21:00 ～23:15 | 緯來電影台 週日21:00 ～23:15 |
| ---------------------------- | ---------------------------- | ---------------------------- |
|                              | 便利人生 （2014年1月19日）   |                              |
| 黑道上錯身 （2013年8月18日） | 我叫侯美麗 （2014年5月4日）  |                              |